# Курское (Белгородская область)
Курско́е — село в Старооскольском районе Белгородской области. Входит в состав Лапыгинской сельской территории. Расположено в 10 км к северо-востоку от города Старый Оскол и в 128 километрах от областного центра.

## История
В начале XVII века возникло поселение, заселённое служилыми людьми города Оскола, называвшееся Подровное. Рядом с этим поселением начали селиться переселенцы из-под Курска. Постепенно они стали именоваться: деревня 1-я Курская и деревня 2-я Курская. Подровное позже получило название Курское и упоминается в документах под ним, начиная с 1617 года. В книге А. П. Никулова «Оскольский край» имеются данные об этом поселении, что Курская — деревня под ровным лесом на реке Колодезь-Ржавец. Заселена в начале XVII века выходцами из Курского уезда. Ровный лес располагается по берегам речки Ровенка, по имени которой и получил своё название.
В 1796 году Указом от 29 августа образуется Курская губерния, в которую вошёл и Старооскольский уезд, разделённый в конце XVIII века на три части. Деревня Курская вошла в III часть. В «Списках населённых мест Курской губернии по сведениям 1862 года» упоминается казённая деревня Курская (Подровная) при колодцах, в которой насчитывалось 107 дворов и проживало 1074 человека.
После реформ 1861 года деревня вошла в состав Катовской волости. По данным на 1880 год в селении было 160 дворов и проживал 1531 человек.
В 1896 году была открыта земская школа в Курском. Согласно переписи 1897 года население деревни составляло 1573 человека, все православные. В 1903 году построена Курская начальная школа.
После установления советской власти село Курское состояло из двух сёл: 1-я и 2-я Курская, а поэтому было два колхоза «Красная Звезда» и «Имени 1 Мая».
В период Великой Отечественной войны село находилось под оккупацией. Освобождено в начале февраля 1943 года.
В 1948 году школа в селе Курское получила статус семилетней.
В 1952 году прошло укрупнение сельских Советов, и Курской сельский Совет объединился с Новокладовским с центром в селе Лапыгино и стал называться Лапыгинским сельским Советом.
В 1957—1958 годах был построен клуб. В 1967 году село было электрифицировано. В 1976 году Курская восьмилетняя школа была реорганизована в среднюю школу и переведена в новое здание, построенное в 1975 году в селе Лапыгино.
В 1997 году в Курском насчитывалось 276 личных хозяйств и 607 жителей.

## Население
| 2002 | 2010 |
| ---- | ---- |
| 668  | ↘651 |